# Бено
Бено (фр. Beynost) је насељено место у Француској у региону Рона-Алпи, у департману Ен (Рона-Алпи).
По подацима из 2011. године у општини је живело 4471 становника, а густина насељености је износила 420,21 становника/km².

## Демографија
| 1962. | 1968. | 1975. | 1982. | 1990. | 2011. |
| ----- | ----- | ----- | ----- | ----- | ----- |
| 1.386 | 1.763 | 2.311 | 2.714 | 3.141 | 4.471 |